# Verkeersscheidingsstelsels op de Noordzee
De verkeersscheidingsstelsels op de Noordzee zijn internationaal vastgestelde scheepvaartroutes met gescheiden verkeersbanen (clearways) voor het scheepvaartverkeer op de Noordzee. Deze stelsels zijn bedoeld om een zo homogeen mogelijke verkeersstroom te realiseren door het scheepvaartverkeer in tegengestelde richting ieder een eigen vaarweg te geven. De verkeersscheidingsstelsels zijn gelegen in het drukke, zuidelijke deel van de Noordzee en veel schepen die vanaf de Atlantische Oceaan komen, gebruiken deze routes. De routes lopen van Het Kanaal tot en met de Duitse Bocht en worden gebruikt door schepen die de havens aan de Noordzee, zoals Zeebrugge, Antwerpen, Rotterdam en Hamburg of aan de Oostzee willen bereiken.
Oorspronkelijk was het instellen van verkeersscheidingsstelsels op de Noordzee gericht op de voorkoming van aanvaringen. Later is dit verder uitgegroeid waarbij het ook als ordeningsinstrument is gaan dienen voor de ruimtelijke ordening op zee, met als doel snelle en veilige vaarwegen voor de scheepvaart en bescherming van het mariene milieu. Door de jaren heen zijn de precieze locaties van de verkeersscheidingsstelsels op de Noordzee diverse keren aangepast en verschoven in verband met voornamelijk de offshore mijnbouw.

## Geschiedenis
Aan het eind van de 19e eeuw werden voor het Kanaal routeringsmaatregelen ontwikkeld voor de scheepvaart.
In de Tweede Wereldoorlog werden er op uitgebreide schaal zeemijnen gelegd ten noorden en ten westen van de Waddeneilanden. Na de oorlog begon men met het mijnenvrij maken van smalle routes naar de verschillende havens in het gebied. Deze routes werden de Nemedri-routes genoemd. Met het vorderen van de mijnenvrij maken en het verwijderen van scheepswrakken, konden de scheepvaartroutes rechter en breder worden.
In de jaren 1960 kwam de basis van de huidige routestructuur tot stand. De verschillende routes werden toen door de IMO vastgelegd en kregen hierdoor een internationale status. Een belangrijke aanleiding hiervoor was een reeks van zware aanvaringen op de Straat van Dover in de jaren 1960.
In 1987 werd het Vlieland-stelsel ingesteld.
Sinds 3 juni 1997 is het voor alle tankers boven de 10.000 GT en sommige boven de 5.000 GT, verplicht om gebruik te maken van de oostelijke tak van het Friesland-routeringssysteem en het German Bight Western Approach. Deze maatregel is door het IMO vastgelegd naar de wens van Nederland en Duitsland om grotere schepen met bepaalde gevaarlijke stoffen verder uit de kust het gebied te laten passeren. De reden hiervoor is hoofdzakelijk de commotie die de milieuramp veroorzaakte in 1993 waarbij meer dan 85.000 ton olie in zee stroomde bij de Shetlandeilanden.

## Ligging
De verschillende verkeersscheidingsstelsels hebben verschillende namen gekregen en de volgende stelsels zijn door het IMO gedefinieerd:
- In the Strait of Dover and adjacent waters ligt tussen Engeland en Frankrijk.
- North Hinder (Noordhinder-stelsel) ligt voor de Belgische kust en sluit aan op het verkeersscheidingsstelsel van de Straat van Dover.[3][4]
- West Hinder (Westhinder-stelsel) ligt voor de Belgische kust en wordt gebruikt door schepen die de haven van Oostende, Zeebrugge, Vlissingen, Terneuzen en Antwerpen willen bereiken.[3]
- In the Approaches to Hook of Holland (waaronder: Maas West Outer, Maas West Inner, Maas Northwest en Maas North Traffic Separation Schemes), ligt voor de kust van Zuid-Holland en wordt ook het Maas-stelsel[4] en het Buitengaatse verkeersscheidingsstelsel Rotterdam-Rijnmond genoemd.[5]
- Off Texel (Texel-stelsel)[4]
- Off Vlieland (Vlieland-stelsel)[4]
- Vlieland North
- West Friesland (West Friesland-stelsel, onderdeel Friesland-stelsel)[4]
- East Friesland (Oost Friesland-stelsel, onderdeel Friesland-stelsel)[4] (diepwaterroute) op circa 35 mijl uit de Nederlandse kust ten noorden van de Waddeneilanden.[6]
- German Bight Western Approach (Duitse Bocht-stelsel) (diepwaterroute) op circa 35 mijl uit de Duitse kust als aansluiting op het Oost Friesland-stelsel.[6][7]
- Terschelling - German Bight op circa 10 mijl uit de Duitse kust als aansluiting op het Terschelling-stelsel.[7]
- In the Approaches to River Elbe (Elbe Approach) voor de toegang tot de rivier de Elbe richting Cuxhaven en Hamburg.[7][8]
- Jade Approach voor de toegang tot de rivier de Jade richting Wilhelmshaven.[7][8]
- Off Brown Ridge
- Off Botney Ground
- Approaches to the River Humber in de riviermonding van de Humber bij Kingston upon Hull.
- In the Sunk area and northern Approaches to the Thames Estuary in de riviermonding van de Theems (Engeland).

Legenda
- Verkeersscheidingsstelsels: 1. Straat van Dover; 2. Westhinder; 3. Noordhinder; 4. Buitengaats verkeersscheidingsstelsel Rotterdam-Rijnmond (met de Eurogeul); 9. Terschelling; 10. Oost Friesland; 11. Terschelling German Bight; 12. German Bight Western Approach; 13. Jade Approach; 14. Elbe Approach
- Havens Engeland: Lowestoft (l), Felixstowe (f), havens aan de Theems (Londen) (t), Gillingham (g), Whitstable (w) en Dover (d)
- Havens Frankrijk: Boulogne-sur-Mer (b), Calais (c) en Duinkerke (d)
- Havens België: Nieuwpoort (n), Oostende (o), Zeebrugge (z) en Antwerpen (a)
- Havens Nederland: Terneuzen (t), Vlissingen (v), Rotterdam (r) (met Maasvlakte en Europoort), Scheveningen (s), Amsterdam (via de IJgeul) (a), IJmuiden (via de IJgeul) (i), Den Helder (h), Eemshaven (e) en Delfzijl (d)
- Havens Duitsland: Emden (e), Wilhelmshaven (w), Bremerhaven (b), Cuxhaven (c) en Hamburg (h)

## Diepwaterroutes
De Noordzee is niet op alle plaatsen even diep en schepen met een grote diepgang kunnen daardoor niet alle routes bevaren. Daarom is een deel van de verkeersscheidingsstelsels gesitueerd op de plaats waar de Noordzee voor deze schepen diep genoeg is. Dit zijn diepwaterroutes en zijn geschikt voor schepen met een grote diepgang. Dit zijn de Straat van Dover (1), Noordhinder (3), Eurogeul (bij 4), route 5, route 6, Oost Friesland (10) en German Bight Western Approach (12).
Ook niet alle havens zijn toegankelijk voor alle schepen. Voor de allerdiepste schepen is alleen de haven van Rotterdam (Maasvlakte/Europoort) via de Eurogeul toegankelijk.